# Oriflamme
Az oriflamme a középkori Franciaország Saint-Denis-i apátságában őrzött, megszentelt zászlaja volt. Az apátságból csak akkor hozták elő, ha lázadók vagy eretnekek fenyegették a királyságot. Neve a latin aurea flamma (aranyláng) elnevezés torzulásából ered, ami utal vörös vagy narancsvörös színére. A lándzsára függesztett lobogó 1124-től ismert, első leírása 1225-ből származik. Eredete kétséges, egyesek Nagy Károlyra, mások egyenesen Nagy Konstantinra vezetik vissza.
Az oriflamme-ot a 15. századig használták a francia uralkodók, ha háborúra indultak: a lobogó került a sereg élére. Az oriflamme a nagy francia forradalom során pusztult el.
Amikor ezt kibontva vonultak harcba akkor az ellenféllel tudatták, hogy nem ejtenek foglyokat. Mindenkit megölnek. Például 1346. augusztus 26-ikán a crécyi csatában az [[[III. Eduárd angol király|III. Eduárd]] király seregével szemben is felhúzták kibontva, de ott a VI. Fülöp és János cseh király vezette franciák vesztettek.[forrás?]